# Semovente 105/25
A Semovente 105/25 „Bassotto” (tacskó) egy olasz páncélvadász volt a második világháborúban. Az olasz haderő L3/35 és Fiat L6/40 kisharckocsijai valamint Fiat M15/42 közepes tankjai nem vehették fel a versenyt a szövetségesek közepes egyre erősebb és jobb páncélozottságú tankjaival szemben köztük az M4 Shermannal vagy a M3 "Grant/Lee-vel. Ezért az olasz páncélosparancsnokság, a "Gruppo Squadroni Corazzati Leoncello" egy erősebb páncélzatú és fegyverzetű páncélos kifejlesztését rendelte el Semovente da 105/25 név alatt. Eltérően más olasz páncélozott járművekre a Semovente da 105/25 kedvező benyomást tett a németekre, ezért az észak-afrikai kapituláció után folytatták a gyártását. A Semovente 105/25-öt a legjobb második világháborús olasz gyártmányú páncélozott járműnek tartják.

## Története
A páncélosütközetekben az olasz páncélosok fokozatosan alul maradtak, ezért égetően szükség volt erősebb tankokra. A problémát úgy próbálták orvosolni, hogy a németektől vásároltak páncélosokat. Ez azonban nem tudta ellensúlyozni a veszteségeket. Ezért a németeknél bevált rohamlövegek sikeres alkalmazása után az olaszok is kifejlesztették saját önjáró lövegeiket Semovente 75/18 és Semovente 75/46 néven. Azonban szükség volt egy nagy teljesítményű vadászpáncélosra is, amellyel leküzdhették a bunkereket is. Erre a feladatra egy nagyobb űrméretű fegyverre volt szükség. A választás egy első világháborúban használt 105 mm-es L 13S jelölésű ágyúra esett.
A fejlesztést 1942-ben párhuzamosan az Odera-Terni-Orlando (OTO) és az Ansaldo vállalta. Az új önjáró löveget a költségek csökkentése érdekében már gyártásban lévő alkatrészekből akarták megoldani, ezért az OTO javasolta, hogy a Fiat P26/40 alvázát és a 105/23 löveget egyesítsék. Az Ansaldo ehelyett azt javasolta, hogy a gyártásban lévő M42 géptörzset fejlesszék tovább önjáró löveggé. Ezt a prototípust 1943. február 28-án mutatták be. A királyi hadsereg végül egy Fiat M15/42 hosszabbított alvázú és nagyobb kaliberű 105/25 (23 kaliber helyett) változatát fogadta el. A gyártás 1943. április 2-án kezdődött Semovente da 105/25 su scafo Fiat-Ansaldo M43 "Bassotto" név alatt. Az 1943 szeptemberi olasz fegyverszünet megkötéséig 30 darabot gyártottak a Fiat-Ansaldo gyáraiban. Az első 12 példányt az Aries II páncéloshadosztály kötelékében vetették be Róma közelében a német csapatok ellen. Miután az olasz hatalomátvétel nem sikerült, német felügyelet mellett további 91 darab készült StuG M43 mit 105/25 853(i) név alatt, amelyet az angol-amerikai erők ellen vetettek be. Jelentős részük 1945 áprilisában semmisült meg, a Gót vonal védelménél (Bologna környékén). Összesen 103 példányt készítettek belőle különféle változatokban.

## Műszaki adatok
A Semovente 105/25 elődeinél (M41, M42, M43) bevált alapot használta, azaz egy M.15/42 tank alváz újratervezett, kiszélesített változatát. A felépítmény döntött első és oldalsó hegesztett páncéllemezekből állt. Az alvázra fixen hegesztett kazamatába Ansaldo 105/25 tarackágyú került. Kézi oldalirányzása: 34°, függőleges emelése: -12° és + 22° volt. Az élőerő elleni fegyverzetet egy 8 mm-es Breda Model 38 géppuska alkotta, amelyet a parancsnok üzemeltetett. A kommunikációt egy Magneti Marelli RF1 CA rádió biztosította. A meghajtást egy 8 hengeres 192 lóerős benzinmotor (Fiat-SPA 15TB M42) szolgáltatta vízhűtéses hűtőrendszerrel.

## Változatok
1944-ben a Ansaldo kifejlesztett két másik változatot:
- M43 önjáró 75/46 vagy StuG M43 mit 75/46 852(i) a németek számára.
- M43 önjáró 75/34 vagy StuG M43 mit 75/34 851(i) a németek számára: a felépítmény azonos volt a 105 mm-es önjáró löveggel, de 75/34 M42 ágyúval volt felszerelve.

## Galéria

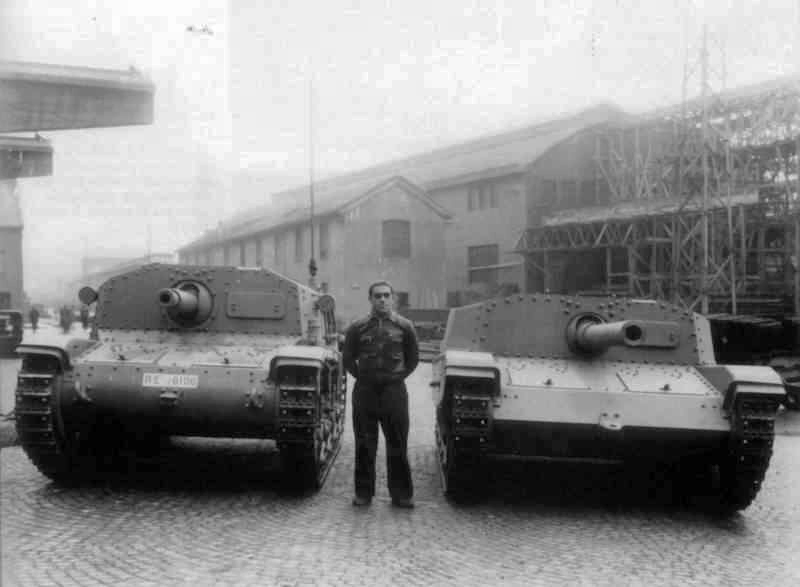
75/18 M42M önjáró löveg (balra), mellette egy 105/25 önjáró löveg prototípusa (jobbra) a Genovai Ansaldo gyárban 1943-ban.
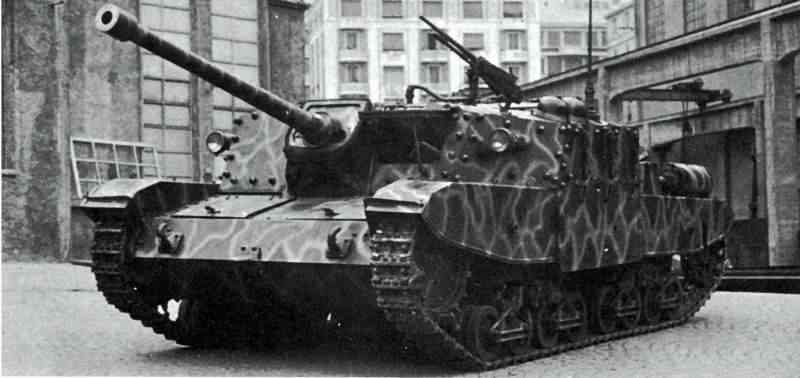
Semovente M43 da 75/46 olasz önjáró löveg.
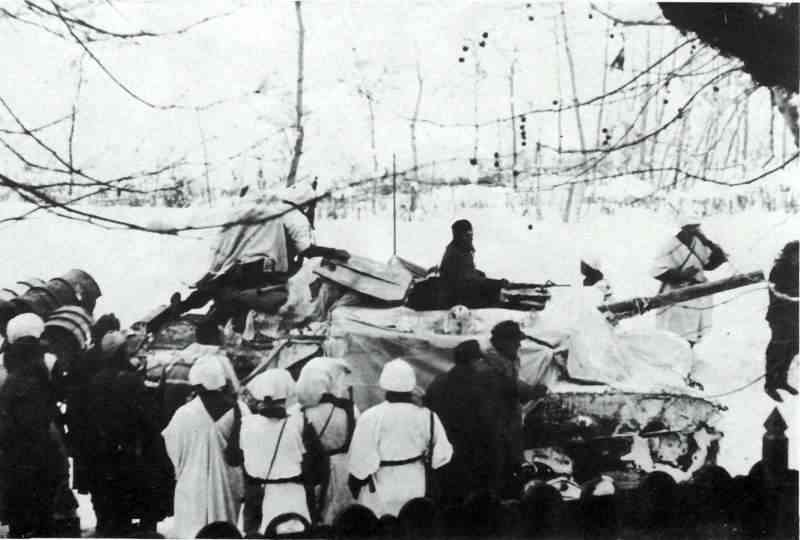
Semovente M43 da 75/46 olasz önjáró löveg.

## Lásd még
- Semovente 75/46
- 44M Zrínyi
- SZU–100